# Mastigostyla
Mastigostyla I.M.Johnst. – rodzaj wieloletnich roślin należący do rodziny kosaćcowatych (Iridaceae Juss.). Obejmuje co najmniej 27 gatunków.

## Systematyka
Pozycja systematyczna według Angiosperm Phylogeny Website (aktualizowany system APG III z 2009)
Jeden z rodzajów plemienia Tigridieae i podrodziny Iridoideae w obrębie kosaćcowatych (Iridaceae) należących do rzędu szparagowców (Asparagales) w obrębie jednoliściennych. 
Wykaz gatunków
| - Mastigostyla boliviensis (R.C.Foster) Goldblatt - Mastigostyla brachiandra Ravenna - Mastigostyla brevicaulis (Baker) R.C.Foster - Mastigostyla cabrerae R.C.Foster - Mastigostyla candaravensis Ravenna - Mastigostyla cardenasii R.C.Foster - Mastigostyla chuquisacensis Huaylla & Wilkin - Mastigostyla cyrtophylla I.M.Johnst. - Mastigostyla gracilis R.C.Foster - Mastigostyla herrerae (Vargas) Ravenna - Mastigostyla hoppii R.C.Foster - Mastigostyla humilis Ravenna - Mastigostyla implicata Ravenna - Mastigostyla johnstonii R.C.Foster | - Mastigostyla longituba (R.C.Foster) Ravenna - Mastigostyla macbridei (R.C.Foster) Ravenna - Mastigostyla major Ravenna - Mastigostyla mirabilis Ravenna - Mastigostyla orurensis (R.C.Foster) Ravenna - Mastigostyla peruviana R.C.Foster - Mastigostyla potosina R.C.Foster - Mastigostyla shepardiae (R.C.Foster) Ravenna - Mastigostyla spathacea (Griseb.) Ravenna - Mastigostyla torotoroensis Huaylla & Wilkin - Mastigostyla tunariensis (R.C.Foster) Ravenna - Mastigostyla venturii (R.C.Foster) Ravenna - Mastigostyla woodii Huaylla & Wilkin |